# ジャノメドリ目
ジャノメドリ目（ジャノメドリもく、Eurypygiformes）は、鳥綱に分類される目。

## 分類
以前は本目の構成種は、ツル目に分類されていた。換羽せずに伸び続け先端が粉末状になる羽毛（粉綿羽）はあるが、それらがかたまって生える部位（粉綿羽区）がないなどの形態から、本目の構成種は互いに近縁だと考えられていた。2008年に発表された鳥綱169種の核DNAの分子系統推定では、カグーとジャノメドリのみで単系統群を形成するという解析結果が得られた。
以下の分類・英名は、IOC World Bird List (v10.2)に従う。和名は山階(1986)に従う
- ジャノメドリ科 Eurypygidae
  - ジャノメドリ属 Eurypyga
    - Eurypyga helias ジャノメドリ Sunbittern

- カグー科 Rhynochetidae
  - カグー属 Rhynochetos
    - Rhynochetos jubatus カグー Kagu

## 画像

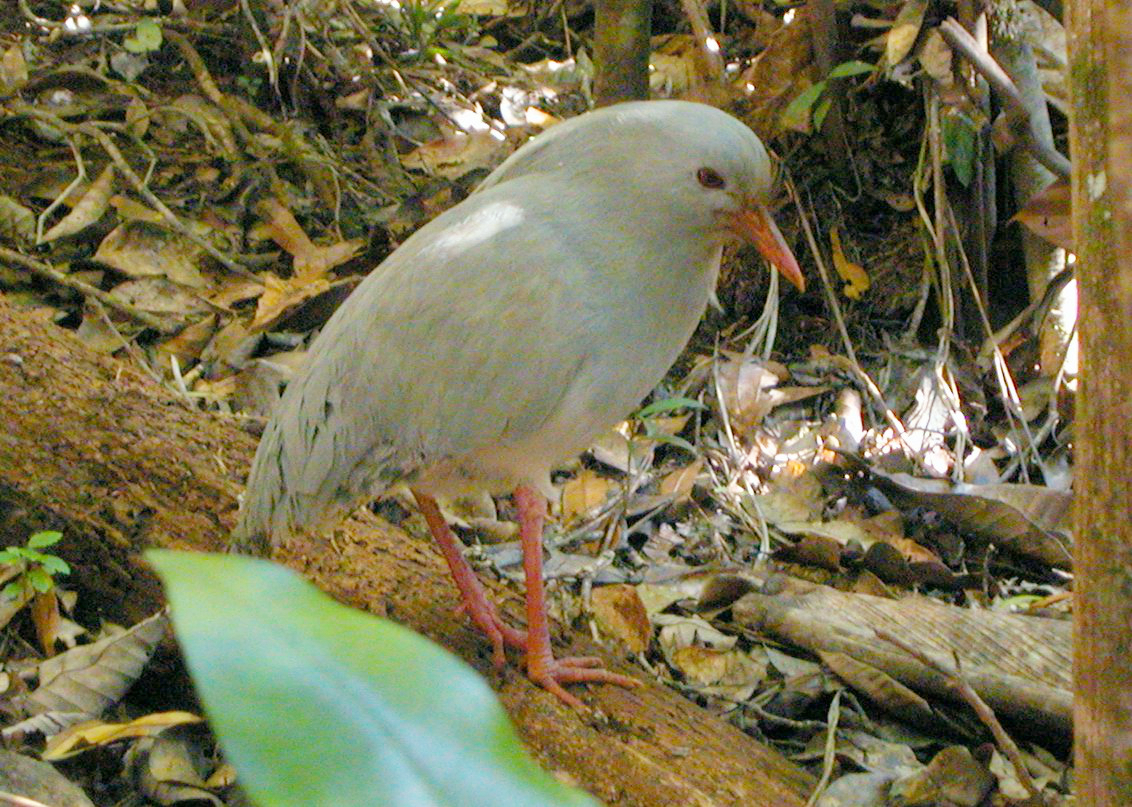
カグー R. jubatus

- カグー
R. jubatus